# Журнал фізичних досліджень
«Журнал фізичних досліджень» (англ. Journal of Physical Studies) — український науковий журнал, присвячений фізиці. Статті виходять українською або англійською мовами. Виходить 4 рази на рік. Засновники: Західноукраїнське Фізичне Товариство та Львівський національний університет імені Івана Франка. Головні редактори:
- з 1994 по 2020 — Іван Олександрович Вакарчук.
- з 2020 — Володимир Ткачук

Журнал визнано Європейським фізичним товариством (англ. European Physical Society). 

## Тематика, редакція
Тематика «Журналу фізичних досліджень» охоплює різні розділи фізики. Серед них:
- фізика конденсованих середовищ,
- ядерна фізика,
- атомна і молекулярна фізика,
- теорія поля і фізика елементарних частинок,
- астрофізика,
- фізика плазми,
- міждисциплінарна фізика та суміжні ділянки науки і техніки.

«Журнал фізичних досліджень» публікує оглядові та дослідницькі роботи, присвячені цій тематиці (але не обмежені лише нею). Статті виходять з урахуванням сучасних тенденцій розвитку мови, тому термінологія дещо відхиляється від чинного правопису.
- Головний редактор: Володимир Ткачук, доктор фізико-математичних наук
- Заступник головного редактора: Юрій Плевачук, доктор фізико-математичних наук
- Завідувач редакції: Василь Михайлович Мигаль
- Мовні редактори: Марія Білоус, Михайло Емільович Білинський.